# Zakon o vzajemnem učinku
Zakon o vzajemnem učinku (tudi 3. Newtonov zakon ali zakon o akciji in reakciji) je fizikalna zakonitost, ki jo je odkril Isaac Newton. Če prvo telo deluje na drugo telo z neko silo, potem tudi drugo telo deluje na prvo z nasprotno enako silo.
{\displaystyle {\vec {\mathbf {F} }}_{12}=-{\vec {\mathbf {F} }}_{21}\!\,,}
pri čemer velja F12 = sila prvega telesa na drugo, F21 = sila drugega telesa na prvo. Silo prvega telesa imenujemo akcija; silo drugega telesa pa reakcija.
Delovanje zakona si najlažje predstavimo z dvema drsalcema na ledu. Če prvi drsalec odrine drugega in s tem deluje nanj z določeno silo, bo tudi drugi drsalec deloval na prvega z enako, a nasprotno silo. Čeprav sta sili enaki, pa drsalca ob tem nimata nujno enakega pospeška. saj je pospešek vsakega drsalca (po drugem Newtonovem zakonu) obratno sorazmeren njegovi masi.
Pomembno je, da se zavedamo, da sila in nasprotna sila ne delujeta na isto telo. Kot primer nepravilnega razumevanja tretjega Newtonovega zakona vzemimo knjigo, ki leži na mizi. Ker Zemlja privlači knjigo, je nasprotna sila v smislu tretjega Newtonovega zakona sila, s katero knjiga privlači Zemljo. Razlage, da je nasprotna sila sila, s katero miza deluje na knjigo, niso pravilne: tretji Newtonov zakon velja tudi, kadar mize ni, tako da rezultanta sil na knjigo ni enaka nič in knjiga ne miruje, temveč pospešeno pada proti Zemlji. Ker zaradi tretjega Newtonovega zakona tudi knjiga privlači Zemljo, se le-ta pospešeno giba proti knjigi, vendar je pospešek (zaradi drugega Newtonovega zakona) obratno sorazmeren masi Zemlje in zato zanemarljiv.